# Blood on Fire
Singles de AAA
Friday Party
(2005)
Blood on Fire est le premier single du groupe AAA sorti sous le label Avex Trax le 14 septembre 2005 au Japon. Il atteint la neuvième place du classement de l'Oricon et reste classé 19 semaines, pour un total de 58 052 exemplaires vendus.
Blood on Fire a été utilisé comme thème musical pour le film Initial D. Une version anglaise faite par les artistes Go 2 et Christine, est sortie le volume 181 Super Eurobeat de Avex Trax en septembre 2007. Cette chanson est présente sur la compilation Attack All Around, sur les 2 albums remix, Remix Attack et AAA Remix ~non-stop all singles~, ainsi que sur l'album et le mini album du même nom Attack.

## Liste des titres
| 1. | Blood on Fire                | Sasaki Osamu | Watanabe Miki | 4:33 |
| 2. | Blood on Fire (instrumental) | Sasaki Osamu | Watanabe Miki | 4:34 |

| 1. | Blood on Fire |  |

## Interprétations à la télévision
- Pop Jam (9 septembre 2005)
- Music Fighter (23 septembre 2005)
- MelodiX! (24 septembre 2005)
- Best Hit Kayosai (21 novembre 2005)
- Nihon Yusen Taisho (17 décembre 2005)
- 47th Japan Record Awards (31 décembre 2005)